# Exposición Universal de Melbourne (1880)
La Exposición Universal de Melbourne (1880) tuvo lugar del 1 de octubre de 1880 al 30 de abril de 1881 en Melbourne, Australia.
Esta Exposición tuvo como tema "Arte, Fabricaciones, Agricultura, y productos industrales de todas las naciones".

## Datos
- Superficie: 25 hectáreas.
- Países participantes: 33.
- Visitantes: 1.330.000.
- Coste de la Exposición: 1.600.000 $.